# 西松浦郡

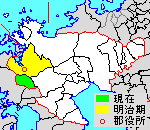
佐賀県西松浦郡の位置（緑：有田町）

西松浦郡（にしまつうらぐん）は、佐賀県の郡である。
人口17,853人、面積65.85km²、人口密度271人/km²。（2025年4月1日、推計人口）
以下の1町を含む。
- 有田町（ありたちょう）

## 郡域
1878年（明治11年）に行政区画として発足した当時の郡域は、上記1町のほか、下記の区域にあたる。
- 伊万里市の全域
- 武雄市の一部（若木町大字桃川）

## 歴史

### 郡発足までの沿革
- 「旧高旧領取調帳」に記載されている明治初年時点での、松浦郡のうち後の本郡域の支配は以下の通り[1]。（1町87村）

| 知行   | 知行               | 村数     | 村名 |
| ------ | ------------------ | -------- | --- |
| 幕府領 | 長崎奉行           | 5村      | 田代村（大川野組）、山口村、川原村、笠椎村、古川村 |
| 藩領   | 肥前唐津藩         | 38村     | 筒井村、井野尾村、津留村、主屋村、中山村、板木村、木場村、田代村（板木組）、長尾村、小黒川村、黒塩村、大黒川村、福田村、煤屋村、馬蛤潟新田、畑津村、辻村、内野村、牟田村、横野村、大曲村、水留村、古里村、谷口村、重橋村、真手野村、畑川内村、花房村、椿原村、立目村、清水村、大川原村、井手野村、小麦原村、府招村、原屋敷村、高瀬村、塩屋村 |
| 藩領   | 肥前佐賀藩         | 1町 21村 | 伊万里町、今岳村、八谷搦、新田村、町裏村、瀬戸村、木須村、脇田村、松島搦、大川内村、中野原村、山形村、長浜村、有田皿山、大里村、中里村、曲川村、大木村、山谷村、新村、桃川村、楠久津 |
| 藩領   | 対馬府中藩         | 4村      | 大川野村、立川村、駒鳴村、川西村 |
| 藩領   | 肥前小城藩         | 4村      | 日尾村、天神村、浦川内村、東大久保村 |
| 藩領   | 佐賀藩・小城藩     | 14村     | 楠久村、大久保村、脇野村、里村、滝川内村、川内野村、福川内村、城村、峯村、久原村、立岩村、西分村、東分村、西大久保村 |
| 藩領   | 佐賀藩・肥前蓮池藩 | 1村      | 提川村 |

- 慶応4年
  - 2月2日（1868年2月24日） - 幕府領が長崎裁判所の管轄となる。
  - 5月4日（1868年6月23日） - 長崎裁判所の管轄地域が長崎府の管轄となる。
- 明治2年
  - 6月20日（1869年7月28日） - 長崎府の管轄地域が長崎県の管轄となる。
  - 8月7日（1869年9月12日） - 府中藩が改称して厳原藩となる。
- 明治4年
  - 7月14日（1871年8月29日） - 廃藩置県により、藩領が唐津県、佐賀県（第1次）、厳原県、小城県の管轄となる。
  - 11月14日（1871年12月25日） - 第1次府県統合により、伊万里県の管轄となる。
- 明治5年5月29日（1872年7月4日） - 佐賀県（第2次）の管轄となる。
- 明治9年（1876年）
  - 4月18日 - 第2次府県統合により三潴県の管轄となる。
  - 5月24日 - 長崎県の管轄となる。

### 郡発足以降の沿革
- 明治11年（1878年）10月28日 - 郡区町村編制法の長崎県での施行により、松浦郡のうち伊万里町ほか1町87村の区域に行政区画としての西松浦郡が発足。郡役所が伊万里町に設置。
- 明治16年（1883年）5月9日 - 佐賀県（第3次）の管轄となる。

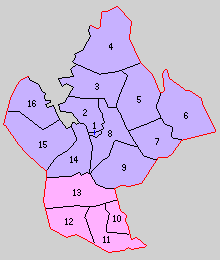
1.伊万里町 2.牧島村 3.黒川村 4.大岳村 5.南波多村 6.大川村 7.松浦村 8.大坪村 9.大川内村 10.有田町 11.新村 12.曲川村 13.大山村 14.二里村 15.東山代村 16.西山代村（紫・伊万里市 桃：有田町）

- 明治22年（1889年）4月1日 - 町村制の施行により、以下の町村が発足。特記以外は全域が現・伊万里市。（2町14村）
  - 伊万里町 ← 伊万里町、松島搦［三本松の一部］、新田村［浜ノ浦］
  - 牧島村 ← 木須村、脇田村［陣内を除く］、松島搦［三本松を除く］、瀬戸村
  - 黒川村 ← 大黒川村、福田村、塩屋村、小黒川村、黒塩村、椿原村、清水村、横野村、立目村、牟田村、花房村、畑川内村、長尾村、真手野村
  - 大岳村 ← 畑津村、辻村、馬蛤潟新田、内野村、煤屋村、中山村、井野尾村、筒井村、板木村、主屋村、津留村、田代村［板木組］、木場村
  - 南波多村 ← 原屋敷村、井手野村、高瀬村、大曲村、古里村、重橋村、谷口村、水留村、大川原村、古川村、小麦原村、府招村、笠椎村
  - 大川村 ← 大川野村、山口村、田代村［大川野組］[5]、川原村、川西村、駒鳴村、立川村
  - 松浦村 ← 山形村、中野原村、桃川村［大部分］、提川村
  - 大坪村 ← 今岳村、町裏村、新田村［浜ノ浦を除く］、脇田村［陣内[6]］、松島搦［三本松の一部[6]］
  - 大川内村（単独村制）
  - 有田町（有田皿山が単独町制。現・有田町）
  - 新村（単独村制。現・有田町）
  - 曲川村（単独村制。現・有田町）
  - 大山村 ← 大木村、山谷村（現・有田町）
  - 二里村 ← 大里村、中里村、八谷搦
  - 東山代村 ← 里村、東大久保村、浦川内村、大久保村、脇野村、天神村、長浜村、日尾村、滝川内村、川内野村
  - 西山代村 ← 久原村、峯村、楠久村、楠久津、福川内村、城村、立岩村、東分村、西分村、西大久保村
  - 桃川村の一部が杵島郡若木村の一部となる。
- 明治28年（1895年）11月13日 - 新村が改称して有田村となる。
- 明治30年（1897年）6月1日 - 郡制を施行。
- 明治34年（1901年）2月16日 - 大岳村が改称して波多津村となる。
- 大正12年（1923年）4月1日 - 郡会が廃止。郡役所は存続。
- 大正15年（1926年）7月1日 - 郡役所が廃止。以降は地域区分名称となる。
- 昭和3年（1928年）12月10日 - 牧島村が伊万里町に編入。（2町13村）
- 昭和11年（1936年）4月1日 - 西山代村が町制施行・改称して山代町となる。（3町12村）
- 昭和18年（1943年）12月8日 - 伊万里町・大坪村・大川内村が合併し、改めて伊万里町が発足。（3町10村）
- 昭和22年（1947年）1月1日 - 有田村が町制施行・改称して東有田町となる。（4町9村）
- 昭和29年（1954年）4月1日（1町2村）
  - 有田町・東有田町が合併し、改めて有田町が発足。
  - 伊万里町・黒川村・波多津村・南波多村・大川村・松浦村・二里村・東山代村・山代町が合併して伊万里市が発足し、郡より離脱。
- 昭和30年（1955年）4月1日 - 大山村・曲川村が合併して西有田村が発足。（1町1村）
- 昭和40年（1965年）4月1日 - 西有田村が町制施行して西有田町となる。（2町）
- 平成18年（2006年）3月1日 - 有田町・西有田町が合併し、改めて有田町が発足。（1町）

### 変遷表
| 明治22年以前 | 明治22年4月1日 | 明治22年 - 昭和19年            | 昭和20年 - 昭和34年              | 昭和20年 - 昭和34年     | 昭和35年 - 昭和64年 | 平成1年 - 現在        | 現在     |
| ------------ | -------------- | ------------------------------ | -------------------------------- | ----------------------- | ------------------- | --------------------- | -------- |
|              | 伊万里町       | 昭和18年12月8日 伊万里町       | 昭和29年4月1日 伊万里市          | 昭和29年4月1日 伊万里市 | 伊万里市            | 伊万里市              | 伊万里市 |
|              | 大坪村         | 昭和18年12月8日 伊万里町       | 昭和29年4月1日 伊万里市          | 昭和29年4月1日 伊万里市 | 伊万里市            | 伊万里市              | 伊万里市 |
|              | 大川内村       | 昭和18年12月8日 伊万里町       | 昭和29年4月1日 伊万里市          | 昭和29年4月1日 伊万里市 | 伊万里市            | 伊万里市              | 伊万里市 |
|              | 牧島村         | 昭和3年12月10日 伊万里町に編入 | 昭和29年4月1日 伊万里市          | 昭和29年4月1日 伊万里市 | 伊万里市            | 伊万里市              | 伊万里市 |
|              | 黒川村         | 黒川村                         | 昭和29年4月1日 伊万里市          | 昭和29年4月1日 伊万里市 | 伊万里市            | 伊万里市              | 伊万里市 |
|              | 大岳村         | 明治34年2月16日 改称 波多津村  | 昭和29年4月1日 伊万里市          | 昭和29年4月1日 伊万里市 | 伊万里市            | 伊万里市              | 伊万里市 |
|              | 南波多村       | 南波多村                       | 昭和29年4月1日 伊万里市          | 昭和29年4月1日 伊万里市 | 伊万里市            | 伊万里市              | 伊万里市 |
|              | 大川村         | 大川村                         | 昭和29年4月1日 伊万里市          | 昭和29年4月1日 伊万里市 | 伊万里市            | 伊万里市              | 伊万里市 |
|              | 松浦村         | 松浦村                         | 昭和29年4月1日 伊万里市          | 昭和29年4月1日 伊万里市 | 伊万里市            | 伊万里市              | 伊万里市 |
|              | 二里村         | 二里村                         | 昭和29年4月1日 伊万里市          | 昭和29年4月1日 伊万里市 | 伊万里市            | 伊万里市              | 伊万里市 |
|              | 東山代村       | 東山代村                       | 昭和29年4月1日 伊万里市          | 昭和29年4月1日 伊万里市 | 伊万里市            | 伊万里市              | 伊万里市 |
|              | 西山代村       | 昭和11年4月1日 町制改称 山代町 | 昭和29年4月1日 伊万里市          | 昭和29年4月1日 伊万里市 | 伊万里市            | 伊万里市              | 伊万里市 |
|              | 有田町         | 有田町                         | 有田町                           | 昭和29年4月1日 有田町   | 有田町              | 平成18年3月1日 有田町 | 有田町   |
|              | 新村           | 明治28年11月13日 改称 有田村   | 昭和22年1月1日 町制改称 東有田町 | 昭和29年4月1日 有田町   | 有田町              | 平成18年3月1日 有田町 | 有田町   |
|              | 曲川村         | 曲川村                         | 昭和30年4月1日 西有田村          | 昭和30年4月1日 西有田村 | 昭和40年4月1日 町制 | 平成18年3月1日 有田町 | 有田町   |
|              | 大山村         | 大山村                         | 昭和30年4月1日 西有田村          | 昭和30年4月1日 西有田村 | 昭和40年4月1日 町制 | 平成18年3月1日 有田町 | 有田町   |

## 行政
長崎県西松浦郡長
| 代 | 氏名 | 就任年月日                 | 退任年月日               | 備考         |
| -- | ---- | -------------------------- | ------------------------ | ------------ |
| 1  |      | 明治11年（1878年）10月28日 |                          |              |
|    |      |                            | 明治16年（1883年）5月8日 | 佐賀県に移管 |

佐賀県西松浦郡長
| 代 | 氏名     | 就任年月日                 | 退任年月日                | 備考                   |
| -- | -------- | -------------------------- | ------------------------- | ---------------------- |
| 1  |          | 明治16年（1883年）5月9日   |                           |                        |
|    | 郡山軍助 | 明治41年（1908年）10月22日 |                           |                        |
|    |          |                            | 大正15年（1926年）6月30日 | 郡役所廃止により、廃官 |

西松浦郡長を務めた主な人物
- 河村藤四郎
- 東島卯八

## 関連文献
- 西松浦郡誌[7] - Google ブックス （西松浦郡、1921年）

のちに限定版として複製。『西松浦郡誌』 西松浦郡役所編、名著出版、1972年。